# Ngoya elwe
Ngoya elwe är en nattsländeart som beskrevs av Schmid 1993. Ngoya elwe ingår i släktet Ngoya, överfamiljen Sericostomatoidea, ordningen nattsländor, klassen egentliga insekter, fylumet leddjur och riket djur. Inga underarter finns listade i Catalogue of Life.